# Boris Zarnik
Boris Zarnik (Ljubljana, 11. ožujka 1883. – Zagreb, 13. siječnja 1945.) je bio slovensko-hrvatski biolog.
Klasičnu gimnaziju završio je u Ljubljani (1893. – 1901.). Medicinu je studirao od 1901. u Jeni u Njemačkoj. 1903. je bio dva i pol mjeseca u Cluju gdje se usavršavao u radu sa suvremenom mikroskopskom tehnikom. Doktorirao je kod mentora Theodora Boverija.
Radio je u Würzburgu, Istanbulu, Napulju, Trstu, na institutima po Njemačkoj, Italiji, Švicarskoj, Austriji, Češkoj i Poljskoj.
U Hrvatskoj je osnovao je Morfološko-biološki institut u Zagrebu. Bio je među pokretačima osnivanja Oceanografskog instituta u Splitu. Bio je dekan Medicinskog fakulteta u Zagrebu (1919. – 1920.), predsjednik Hrvatskoga prirodoslovnog društva i slovenskoga društva Narodni dom. Bavio se planinarenjem. Uspon na Triglav opisao je u Planinskem vestniku 1944. 
Pisao je znanstvene članke u njemačkim revijama, u zagrebačkoj Prirodi, Hrvatskoj enciklopediji, slovenskim Naši zapiski, Carniola, Veda.

## Izbor iz djela
- Handbuch der Zoologie (Berlin, 1914.)
- O bistvu življenja (Gorica, 1913.)